# Andrej Severnyj
Andrej Borisovič Severnyj (in russo Андрей Борисович Северный? (11 maggio 1913 – 3 aprile 1987) è stato un astrofisico russo,  particolarmente noto per il suo lavoro sul brillamento solare.

## Biografia
È stato direttore del Osservatorio astrofisico della Crimea dal 1952 al 1987 e vicepresidente del Unione Astronomica Internazionale dal 1964 al 1970.

## Onorificenze
Ha ricevuto il Premio Stalin nel 1952 per la sua ricerca sulle eruzioni solari e il titolo di Eroe del Lavoro Socialista nel 1973, la più alta onorificenza civile sovietica.